# Mierlo War Cemetery
Mierlo War Cemetery is een Brits ereveld op adres Geldropseweg 68 in de Nederlandse plaats Mierlo.
De begraafplaats is gesticht in het voorjaar van 1945, rond het einde van de Tweede Wereldoorlog.
De meeste slachtoffers die er begraven liggen sneuvelden in de omliggende regio in de periode van september tot november 1944, meest ten zuiden en westen van de Maas en, verder westelijk, bij gevechten om de monding van de Schelde.
De graven zijn verdeeld over 8 vakken (genummerd 1 t/m 8) met in elk vak 6 of 7 rijen (A t/m F of G).
Er is bij de ingang een register en een gastenboek aanwezig,
Op de begraafplaats staat een herdenkingskruis (Cross of Sacrifice) naar ontwerp van Sir Reginald Blomfield.
Het is uitgevoerd in natuursteen, en er is een bronzen zwaard op aangebracht.
De Commonwealth War Graves Commission is verantwoordelijk voor de begraafplaats.

## De doden
Er liggen totaal 665 gesneuvelden, waarvan 664 soldaten van het Britse Gemenebest.
Van zeven daarvan is de identiteit onbekend.
Er is één Nederlands oorlogsgraf.
Daar ligt soldaat G.M. Stönner van de Koninklijke Nederlandse Brigade 'Prinses Irene' .
Verder is in 1982 op deze begraafplaats een medewerker van de Commonwealth War Graves Commission begraven.
| Land                | Leger  | Leger    | Luchtmacht | Totaal | Totaal   | Totaal |
| Land                | bekend | onbekend | Luchtmacht | bekend | onbekend | totaal |
| ------------------- | ------ | -------- | ---------- | ------ | -------- | ------ |
| Verenigd Koninkrijk | 635    | 7        | 13         | 648    | 7        | 655    |
| Australië           |        |          | 5          | 5      |          | 5      |
| Canada              | 3      |          | 1          | 4      |          | 4      |
| Nederland           | 1      |          |            | 1      |          | 1      |
| Totaal              | 639    | 7        | 19         | 658    | 7        | 665    |

## Adoptieprogramma
Op 24 juni 2025 werd de Stichting Adoptiegraven Mierlo CWGC War Cemetery opgericht. Deze stichting biedt geïnteresseerden onder andere de mogelijkheid om een graf te adopteren op de begraafplaats om zodoende de militairen en hun verhalen niet te vergeten.

## Foto's

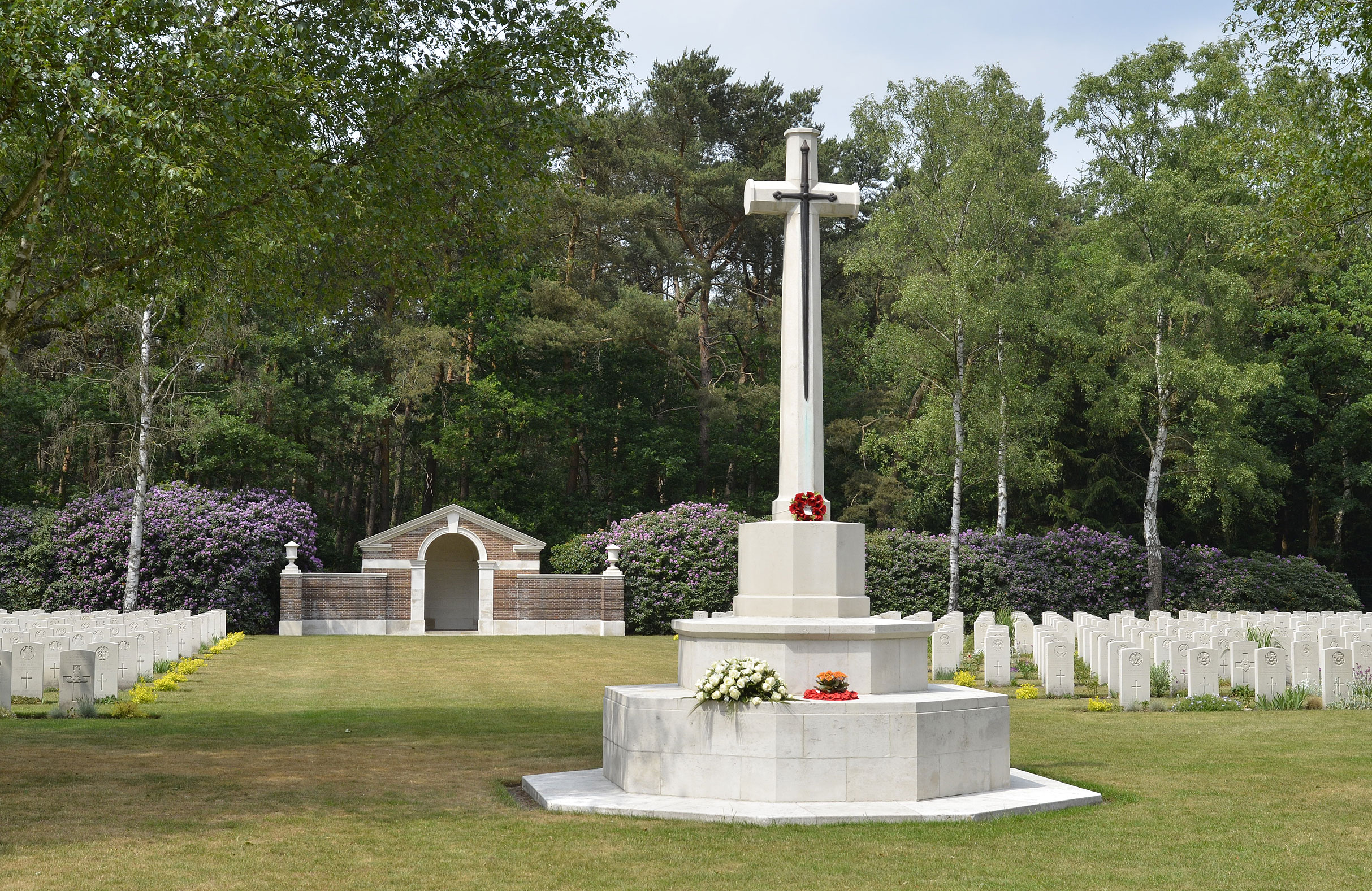
Het Cross of Sacrifice
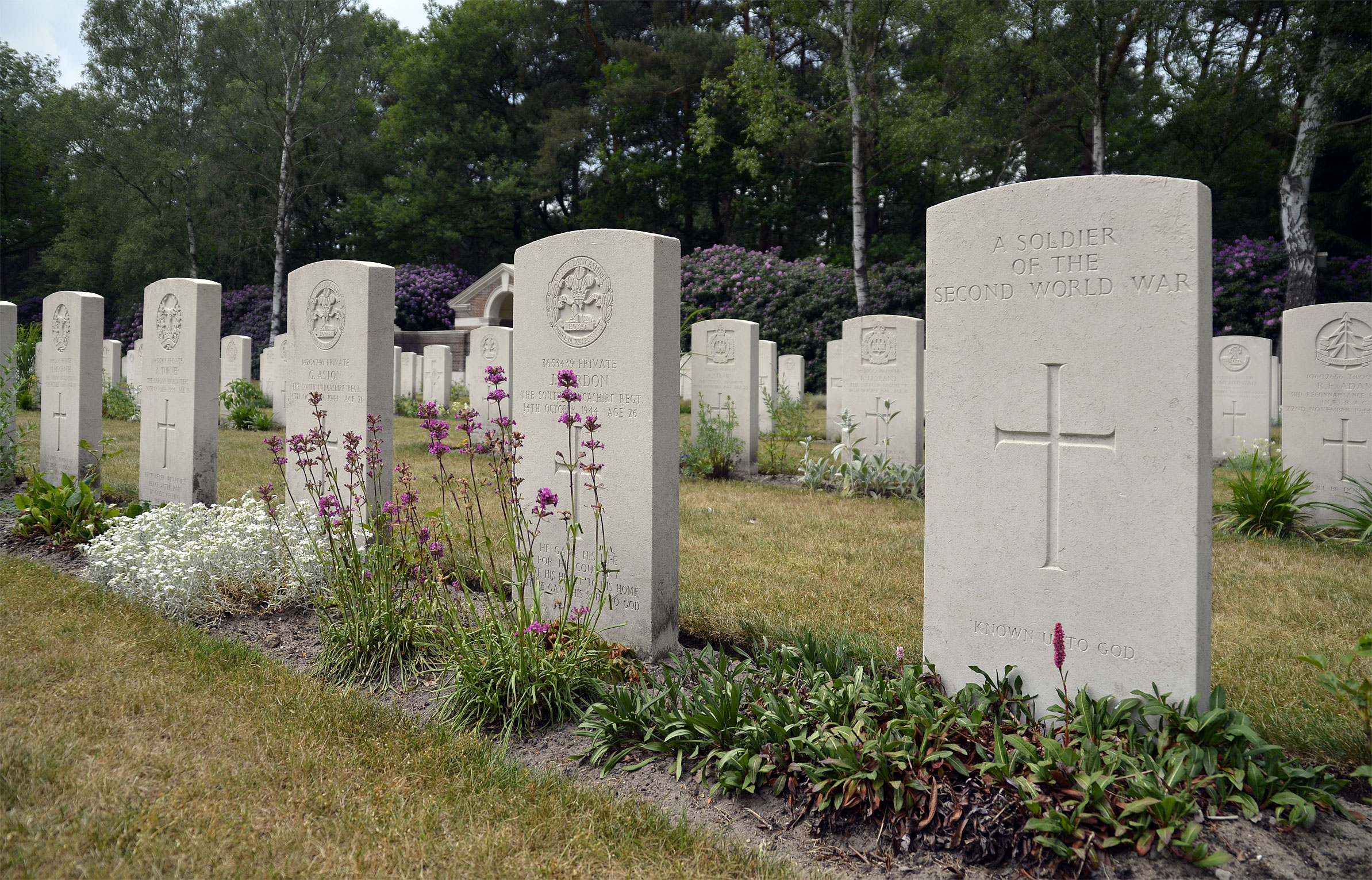
Enkele grafstenen
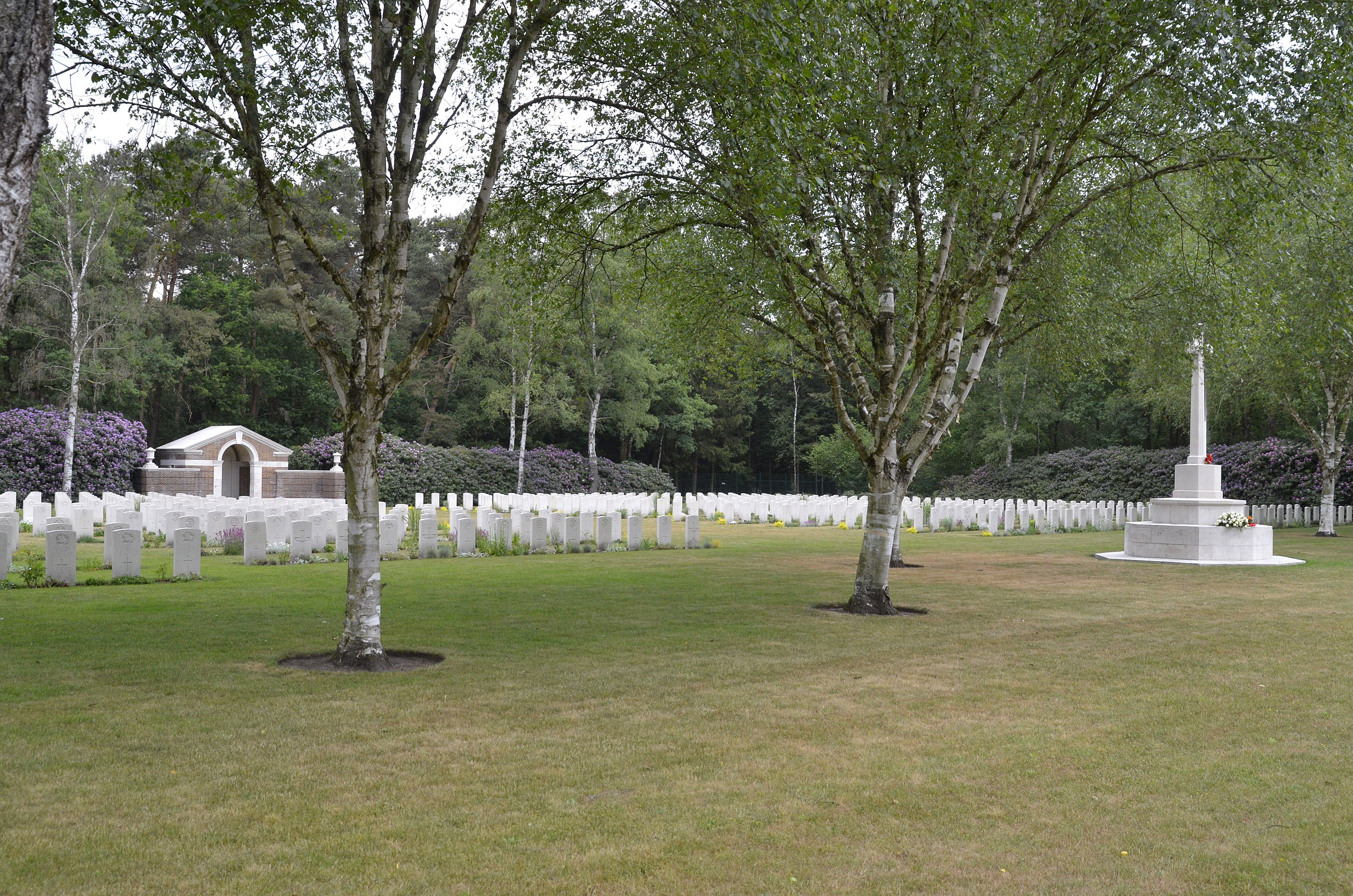
Overzicht vanaf links
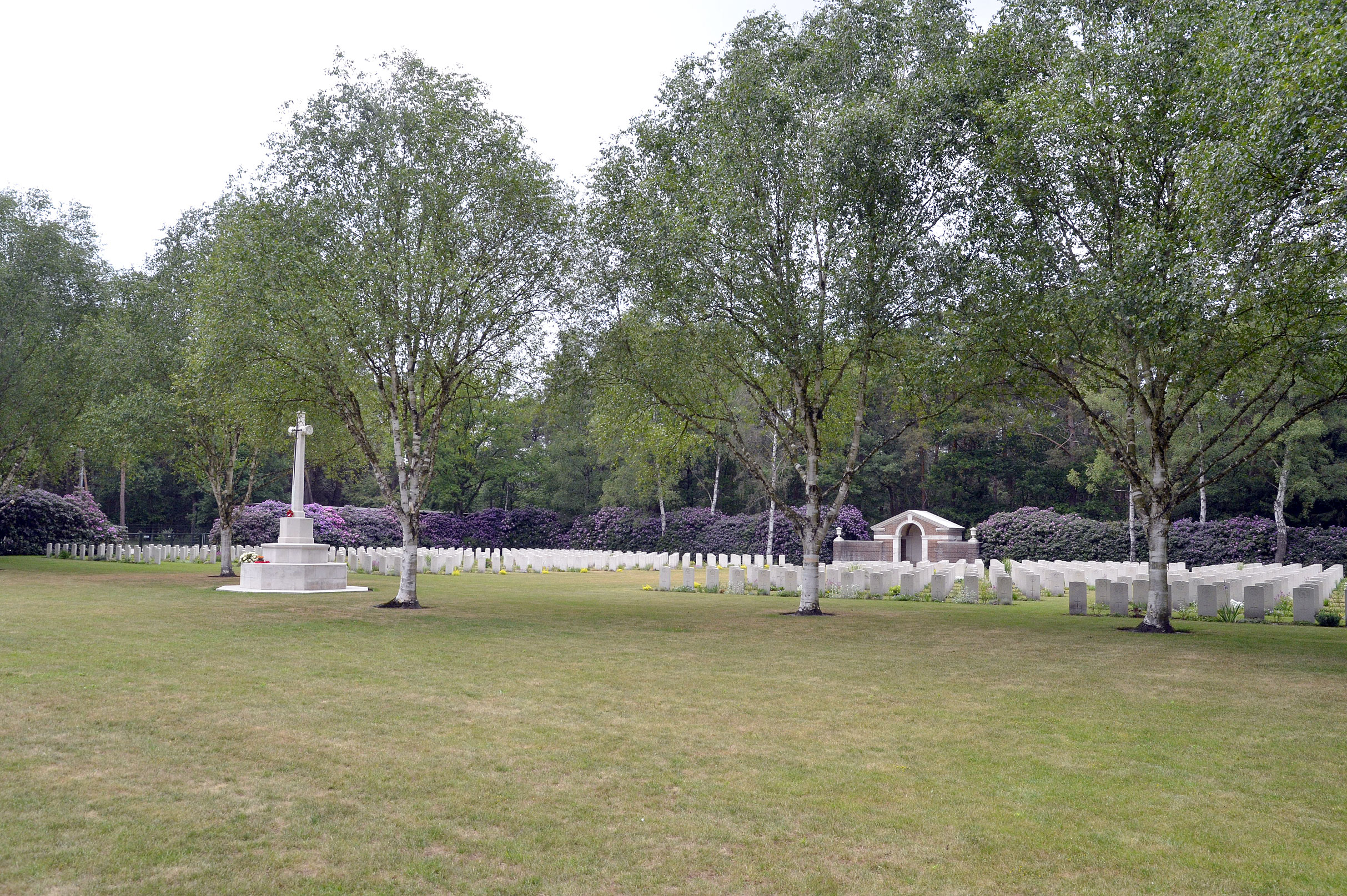
Overzicht vanaf rechts
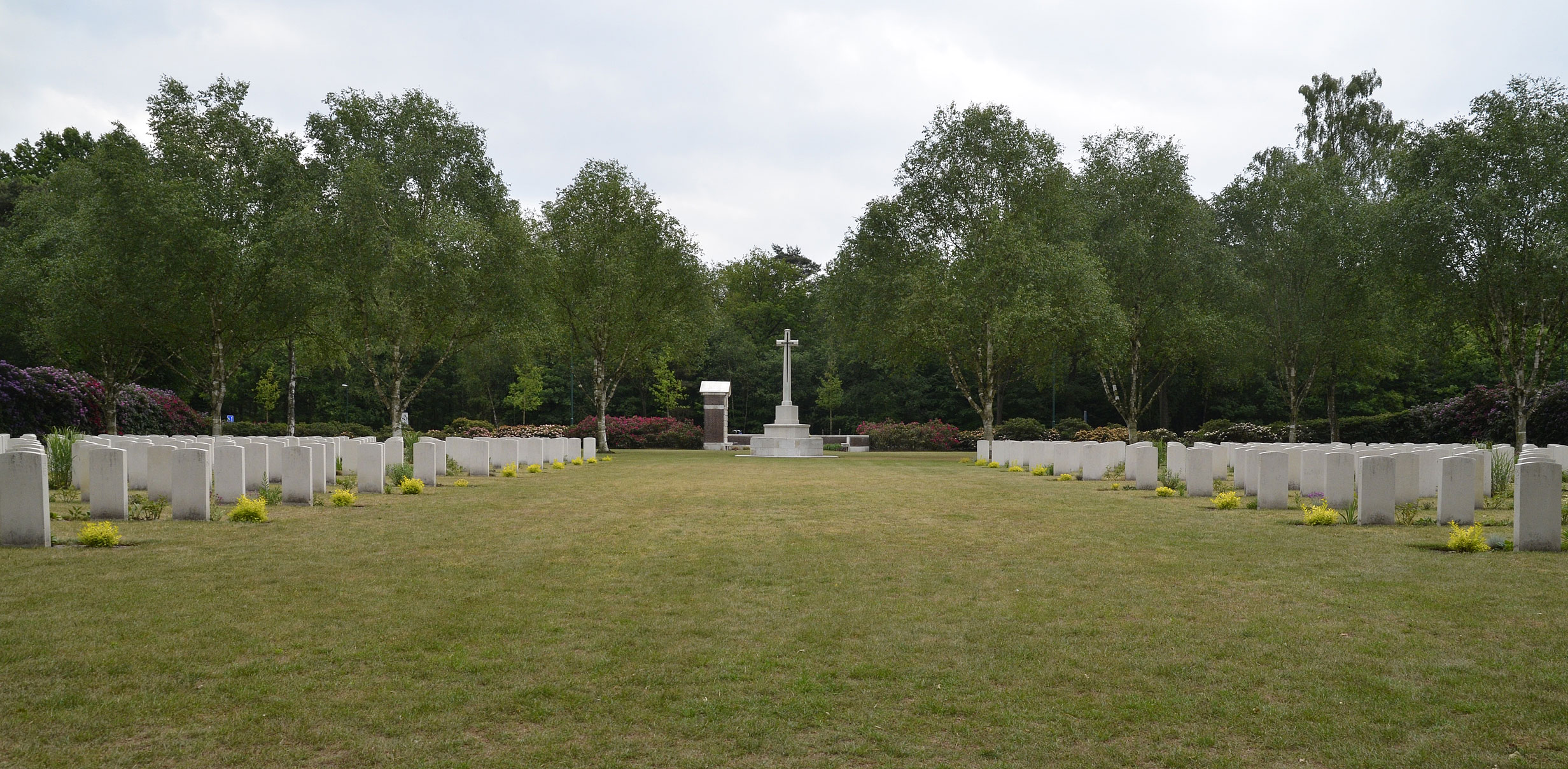
Overzicht van achter
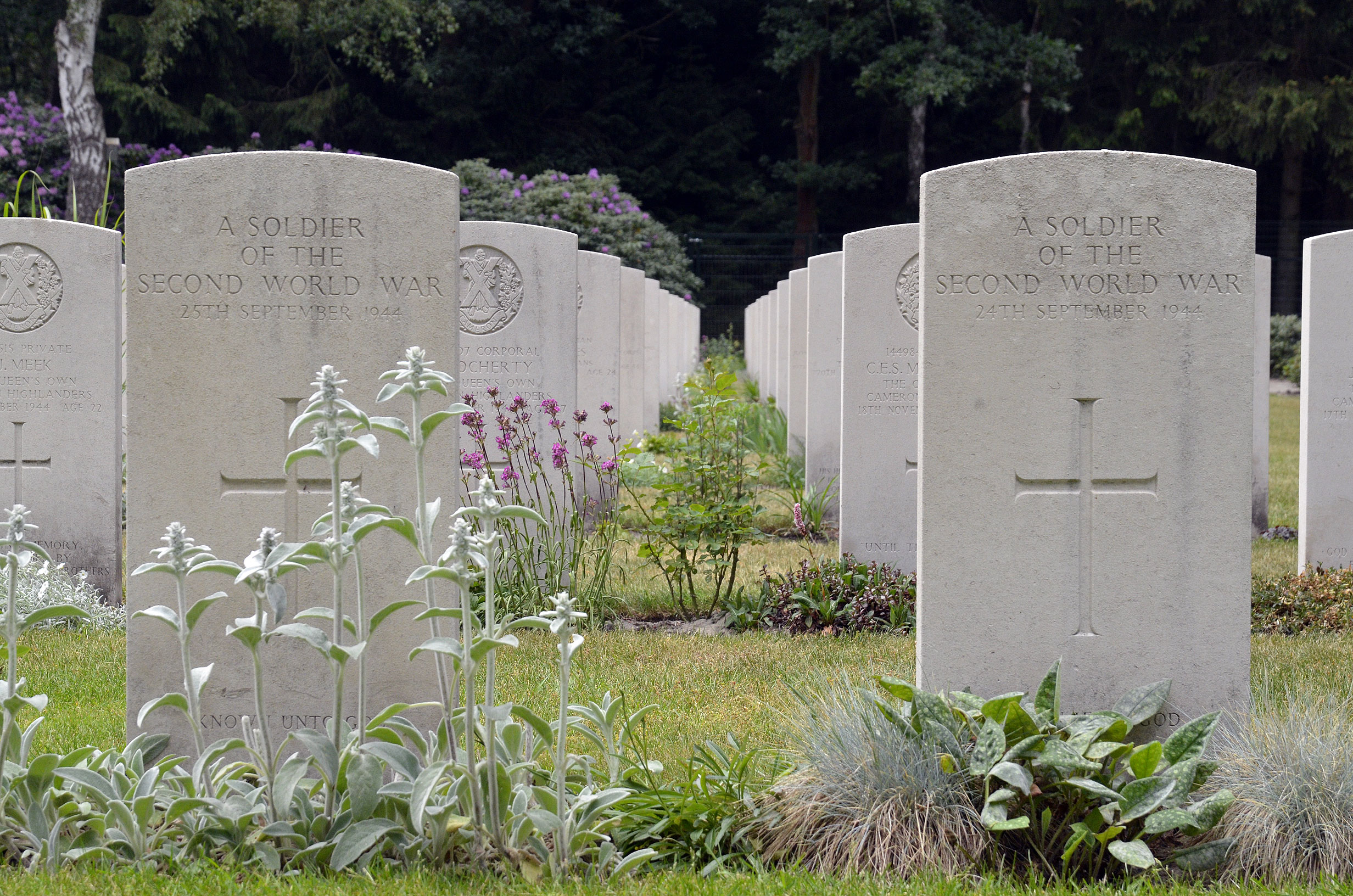
Twee grafstenen van onbekende soldaten
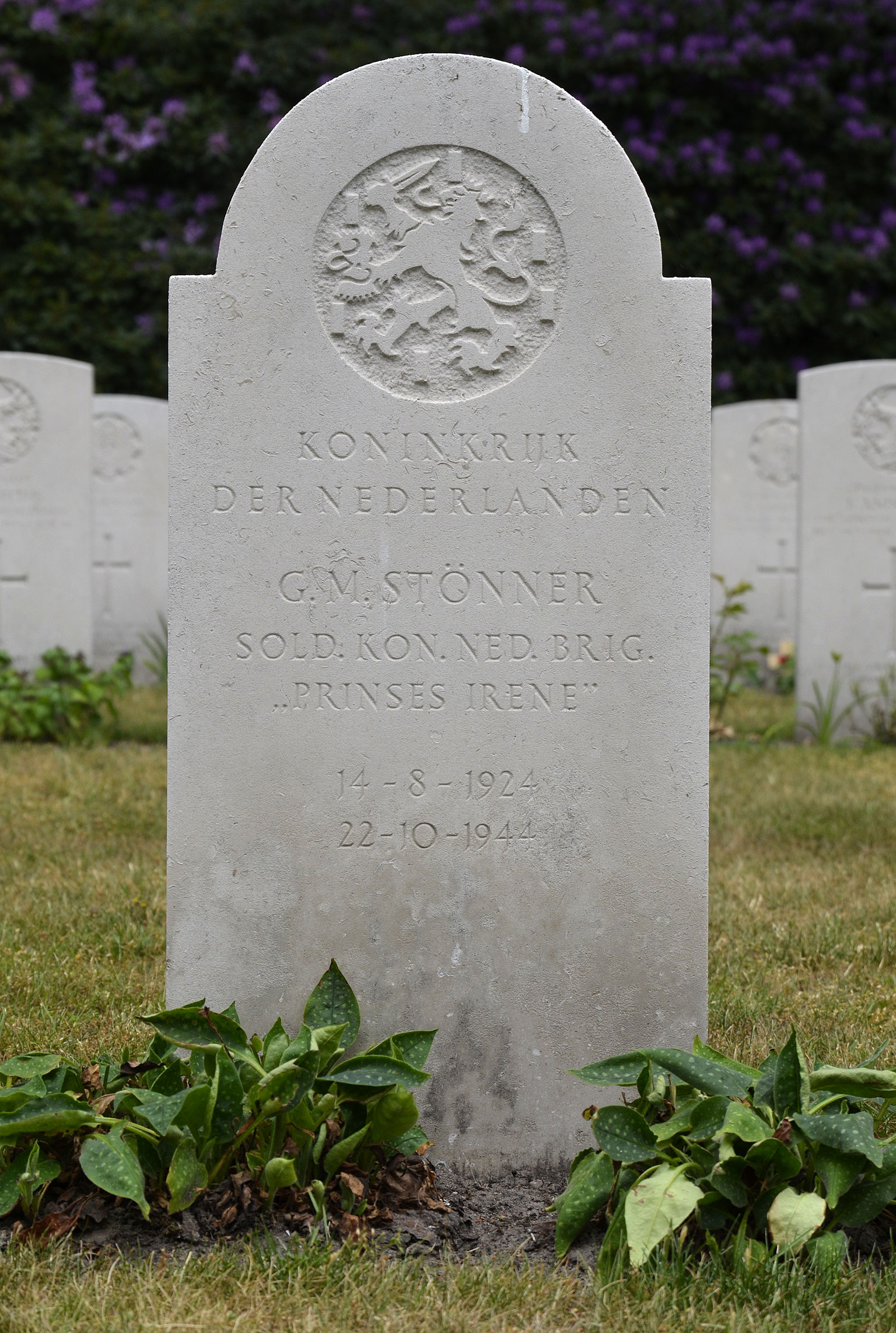
Het Nederlandse graf